# Om (mantra)

De vijf onderdelen van het symbool Omkar dat vaak samen gaat met de mantra AUM

Om of Aum (Devanagari ॐ, Chinees: 唵) is een mystieke of heilige lettergreep in de Dharmische religies. Het wordt geplaatst aan het begin van de meeste hindoeteksten als heilige uitroep die aan het begin en einde van een lezing uit de Veda's – of bij enigerlei gebed of mantra – moet worden geuit. De Mandukya Upanishad is volledig gewijd aan de verklaring van deze lettergreep. De lettergreep wordt ook aangetroffen in geschriften zoals de Bhagavad Gita en de Yogasoetra's. De mantra Om wordt vaak voorgesteld door een symbool dat niet Om maar Omkar heet.
De Om-mantra is de basis van vele andere mantra's:
- Om mani padme hum : (ik) eer de parel in de lotus (wijsheid)
- Om shanti : (ik) wens (u) heilige vrede.

en is op zijn beurt een samenvoeging van drie aparte mantra's. In de Mandukya Upánishad wordt Om geschreven als AUM waarbij elke letter een eigen mantra is.
- A (2 in het symbool Omkar): resonerend is (AAaahh...) de meest open en diepe keelklank. Dit is het stadium van menselijk bewustzijn en het staat voor het ontwaken op aards of materieel niveau.
- U (3 in het symbool Omkar): resonerend is (UUuuhh...) de klank die het meest voor in de mond ligt; de geschreven U wordt uitgesproken als "oe". Dit is het stadium van droombewustzijn (denken, voelen, wensen, willen).
- M (1 in het symbool Omkar): resonerend is (MMmmmm...) de sluiting van de mond. Dit is het stadium van diepe slaap-bewustzijn ofwel de ondefinieerbare eenheid-der-dingen.
- Maya (4 in het symbool Omkar): staat voor illusie of de zintuiglijke wereld die ons kan misleiden en ons kan weghouden van ware diepere kennis.
- Samadhi (5 in het symbool Omkar): staat voor het zuivere, kosmische bewustzijn. Dit is 'the good stuff'. Zie hoe Maya ons scheidt van Samadhi. Samadhi is de stilte na het uitspreken van de mantra, het is de rust die je bereikt door meditatie. Dit rustpunt rust in zichzelf.

AUM als geheel staat voor de beleving van het oneindige, het kosmisch bewustzijn.

## Overige betekenis
Om heeft ook een eigen betekenis in de wereld der verschijnselen en staat voor de Goden. Binnen de Tibetaanse kleurschakering staat Om voor de kleur wit.
Om · mani · padme · hum